# Wilhelm Heinzerling
Wilhelm Johann Heinrich Ferdinand Heinzerling (* 8. Oktober 1828 in Friedberg (Hessen); † 3. Juni 1896 in Darmstadt) war ein deutscher Richter, Hochschullehrer, Parlamentarier und Kirchenpolitiker.

## Leben
Wilhelm Heinzerling wurde als Sohn des Johann Georg Heinzerling (gest. 1843), Landrichter in Friedberg, und der Johannette Amalie Sell (geb. 1797) geboren. Sein Bruder war der Brückenbaumeister und spätere Rektor der TH Aachen Friedrich Heinzerling. Nach dem Besuch des Gymnasiums studierte er an der Ludwigsuniversität Gießen, der Friedrich-Wilhelms-Universität Berlin und der Rheinischen Friedrich-Wilhelms-Universität Bonn Rechtswissenschaften. 1847 wurde er Mitglied des Corps Hassia Gießen. Im gleichen Jahr schloss er sich dem Corps Neoborussia Berlin an. 1849 erhielt noch das Band des Corps Rhenania Bonn.
Nach dem Studium schlug Heinzerling die Richterlaufbahn ein. 1858 wurde er Assistent mit Stimme am Landgericht Zwingenberg, 1871 Richter am Bezirksstrafgericht Darmstadt sowie Assistent am Landgericht Darmstadt und 1875 Hofgerichtsrat am Hofgericht Darmstadt. 1879 wurde er zum Landgerichtsrat am Landgericht für die Provinz Starkenburg in Darmstadt und 1884 zum Oberlandesgerichtsrat am Oberlandesgericht Darmstadt ernannt. 1888 wurde er zum Mitglied des Hessischen Verwaltungsgerichtshofes in Darmstadt berufen. Er war Mitglied der Hessischen Justiz-Prüfungskommission.
Heinzerling erhielt 1875 einen Lehrauftrag für Rechtswissenschaft und Volkswirtschaftslehre an der Polytechnischen Schule Darmstadt. Ab 1876 lehrte er dort, der 1877 zur Technischen Hochschule angehobenen Lehranstalt, Grundzüge der Rechtswissenschaft und Nationalökonomie. Er war Herausgeber des Archivs für praktische Rechtswissenschaft.
Von 1872 bis 1893 war Heinzerling Abgeordneter zur Zweiten Kammer der Landstände des Großherzogtums Hessen, zeitweise als deren Sekretär. Des Weiteren war er Präsident der Hessischen Landessynode.
Heinzerling war verheiratet mit Sophie Wagner.

## Schriften
- Die gemeindeutsche Civilprozess-Restitution, systematisch dargestellt. 2 Bände (Bd. 2: Belege.). Schorkopf, Darmstadt 1865–1866, Digitalisat Bd. 1, Digitalisat Bd. 2, (Die gemeindeutsche Civilprozess-Restitution mit besonderer Berücksichtigung des in den rechtsrheinischen Provinzen des Grossherzogthum Hessen geltenden Prozessrechts in den Noten systematisch dargestellt. Nebst einer Beilage: Das Remedium und Beneficium restitutionis des Rechtsprechung Oberappellationsgerichts in Darmstadt und 90 Belegen. Zweite durch Zusätze und 20 Belege vermehrte Ausgabe. ebenda 1870).
- Ueber den Schutz der Parteien gegen nachtheilige thatsächliche Anführungen der öffentlichen Anwälte, soweit solche auf Irrthum und Versehen der Letzteren beruhen. Mit besonderer Rücksicht auf Aussprüche der rechtsrheinischen Gerichtshöfe des Großherzogthums Hessen. In: Archiv für practische Rechtswissenschaft aus dem Gebiete des Civilrechts, des Civilprozesses und des Criminalrechts. NF Bd. 4, 1867, ISSN 1866-0495, S. 52–89, 149–192.
- Die Collateralsteuer im Grossherzogthum Hessen. Zernin, Darmstadt u. a. 1877.
- mit G. Cellarius: Das Verfahren in Sachen der nichtstreitigen Gerichtsbarkeit in den rechtsrheinischen Provinzen des Großherzogthums Hessen unter Ausschluß des Grundbuchs- und Apothekenwesens. Zernin, Darmstadt u. a. 1881.
- Prüfung und Kritik einer Bilanz. (Warengeschäft). Durchgeführt an einem Beispiele der Praxis. Hoffmann, Berlin 1908, Digitalisat, (mehrere Auflagen).